# 王建極 (崇禎舉人)
王建極（16世紀—17世紀），字脩之，號則寰，河南開封府蘭陽縣人，明朝政治人物。

## 生平
泰昌元年（1620年）成恩貢，廷試明經第一，崇禎三年（1630年）中舉人。他友愛兄弟，砥礪參加會試，雖然多次落第依然不放棄，學問日益寬宏；晚年時獎勵士子，捐費協助修繕城垣，縣城獲得保障，明末旱災，他拿出糧食賑濟，救活數千人，縣民都歌頌其德惠，以天年去世，人稱真孝廉，曾孫王愫是太學生。

## 家族
父王前，貢生、泗州訓導。弟王敷極，崇禎七年進士。

## 引用
1. 1 2  民國《蘭陽縣志·卷七·人物志》：王建極 字脩之，號則寰，前之子，嚴毅抗爽守正不阿，為文根乎性靈，不蹈前人巢臼；早食廩餼膺恩選，學使器重，廷試為天下明經第一，庚午中鄉試。家庭敦友愛兄弟，砥礪掇巍科，雖公車屢挫，志氣不稍懈，學益閎肆；晚年獎進士類，執文壇牛耳多所陶成，城垣數圯，力任脩築之役，捐費不貲，邑賴保障，明季災祲出粟賑飢，全活數千命，人頌德惠，不樂仕進以壽終，時稱真孝廉，曾孫愫，太學生。
2. ↑  民國《蘭陽縣志·卷六·選舉志》：舉人……崇禎三年庚午科四名……王建極 字脩之，書，敷極之兄……歲貢……泰昌年貢一名……王建極 字脩之，恩選，庚午中式，前之子